# Pepe Guindo
Pepe Guindo es una película de cine española dirigida por Manuel Iborra, con número de expediente ICAA: 31597.
Fernando Fernán Gómez (protagonista) elogió la belleza literaria del guion:
"Para gustarme a mí sus valores literarios tienen que ser superiores a los cinematográficos".

## Argumento
Pepe Guindo (Fernando Fernán Gómez) es un veterano músico que, en un monólogo casi teatral, cuenta su vida: cuando su orquesta iba de gira por Oriente, sus amantes, sus amores y su decadencia.

## Ficha artística
| Actor/Actriz          | Personaje         |
| --------------------- | ----------------- |
| Fernando Fernán Gómez | Pepe Guindo       |
| Verónica Forqué       | Sastra            |
| Antonio Resines       | Vibrafonista      |
| Jorge Sanz            | Trompetista       |
| Enrique San Francisco | Iluminador        |
| Pepón Nieto           | Autor             |
| Josep Maria Pou       | Director          |
| Juan Diego            | Chófer            |
| Emilio Laguna         | Regidor           |
| Francisco Algora      | Maquinista        |
| Vicente Haro          | Productor         |
| Yael Barnatán         | Pianista          |
| Lucas Martín          | Hijo Iluminador   |
| Markus Katier         | Percusionista     |
| Roberto Enríquez      | Novio Regidor     |
| Carmen Romero         | Querida Productor |
| Jesús Bonilla         | Padre             |
| Carmen Balagué        | Madre             |

## Datos técnicos
- Rodada en PANAVISION
- Negativo: EASTMANCOLOR
- Formato scope: (1:2,33)
- Música: Peer Gynt de Edvard Grieg es una de las músicas de la banda sonora de la película.

- Datos: Q6071763